# Winigan
Winigan – jednostka osadnicza w Stanach Zjednoczonych, w stanie Missouri, w hrabstwie Sullivan.